# 卡洛斯·德尔·托罗
卡洛斯·德尔·托罗（英語：Carlos Del Toro；1961年—），生于古巴哈瓦那，是古巴裔美国商人和美国海军退役中校，第78任美国海军部长。

## 生平
1961年，卡洛斯·德尔·托罗出生在古巴哈瓦那。孩提时，他的父母带着他移民美国，并且在纽约市曼哈顿中城地狱厨房（又名克林顿区）长大。1983年，他在美国海军学院电子工程学科取得了理学士学位，之后又在海军研究生院取得理科硕士学位，海军战争学院取得文学硕士学位，乔治·华盛顿大学取得专业研究硕士学位。
1999年，卡洛斯·德尔·托罗加入美国海军。他曾在美国国防部部长办公室工作，在美国行政管理和预算局出任助理局长和副局长。他还曾是巴尔克利号驱逐舰舰长，1990年指挥舰艇参加了海湾战争。
2021年6月11日，美国总统乔·拜登提名他为美国海军部长，6月17日获得美国国会参议院同意。7月13日，在美国参议院军事委员会举行的听证会上，卡洛斯·德尔·托罗收到了参议员们提出的“大部分友好”的问题，尽管一些共和党人对美国总统乔·拜登2022财年国防预算的规模不足、以及在中美紧张局势升级和美国最近未能在军演中捍卫台湾的承诺和能力不足表示担忧。关于军事预算，卡洛斯·德尔·托罗支持美国海军到2030年部署355艘军舰的计划，同时指出这项计划将需要更多资金。关于台湾问题，他重申了他对“保护台湾”的承诺，并且表示他将“专门关注中国的威胁”，保护美国在印度洋—太平洋的安全利益。他表示他还关注气候变化和现代化工作。
2021年7月27日，美国参议院军事委员会批准了卡洛斯·德尔·托罗的提名，使他成功进入参议院。2021年8月7日，他的提名通过语音投票获得确认。2021年8月9日，他正式就任第78任美国海军部长。

## 家庭
卡洛斯·德尔·托罗和妻子贝蒂·德尔·托罗有4个孩子，1个孙辈。